# André Kabile
André Kabile (* 23. November 1938 in Saint-Esprit, Martinique), auch André Kabyle, ist ein ehemaliger französischer Fußballspieler.

## Karriere
Kabile begann das Fußballspielen in seiner Jugend und setzte dies fort, nachdem er mit seiner Familie von Martinique in das französische Mutterland in Europa gezogen war. Dort lief er für einen Klub aus Port-Saint-Louis-du-Rhône auf, für den er im Erwachsenenalter als Amateurspieler zum Einsatz kam. Er weckte das Interesse des benachbarten Erstligisten Olympique Nîmes und seines Trainers Kader Firoud, sodass er 1964 mit 25 Jahren von diesem unter Vertrag genommen wurde. Im Verlauf seiner ersten Spielzeit als Profi avancierte er zum Stammspieler und trat so im Abstiegskampf an, der 1967 im Fall in die zweite Liga mündete. Ein Jahr darauf beendete das Team Kabiles einzige Zweitligasaison mit dem Wiederaufstieg in die höchste Spielklasse. Indem er in allen 38 Partien eingesetzt wurde, hatte er in der Spielzeit 1970/71 einen wesentlichen Anteil am vierten Tabellenplatz seiner Mannschaft.
Trotz seines zunehmenden Alters blieb er ein wesentlicher Bestandteil der Mannschaft und verleitete den französischen Nationaltrainer Ștefan Kovács 1974 zu der Aussage, Kabile sei der beste Linksverteidiger Frankreichs. Dessen hohes Alter von 36 Jahren hielt den Coach jedoch von einer Berufung in den Nationalkader ab. Er blieb seinem Verein weiterhin treu und durfte auch seinen Stammplatz behalten, bis seine physischen Fähigkeiten zu stark nachgelassen hatten. Infolgedessen verkündete er nach seiner letzten von 431 Erstligapartien mit sieben Toren, zu denen 34 Zweitligapartien mit einem Tor kommen, im August 1978 kurz vor seinem 40. Geburtstag die Beendigung seiner Laufbahn. Anschließend war er von 1979 bis 1985 bei einem unterklassigen Verein aus La Grande Combe als Spielertrainer im Einsatz und war später bei der Stadt Nîmes für den lokalen Sport zuständig.